# Boquerón, Veracruz
Boquerón är en ort i Mexiko.   Den ligger i kommunen Paso de Ovejas och delstaten Veracruz, i den sydöstra delen av landet, 290 km öster om huvudstaden Mexico City. Boquerón ligger 19 meter över havet och antalet invånare är 154.
Terrängen runt Boquerón är platt. Runt Boquerón är det ganska tätbefolkat, med 80 invånare per kvadratkilometer. Närmaste större samhälle är Fraccionamiento Geovillas los Pinos, 15,2 km öster om Boquerón. Trakten runt Boquerón består till största delen av jordbruksmark.